# Rupia de Somalia italiana

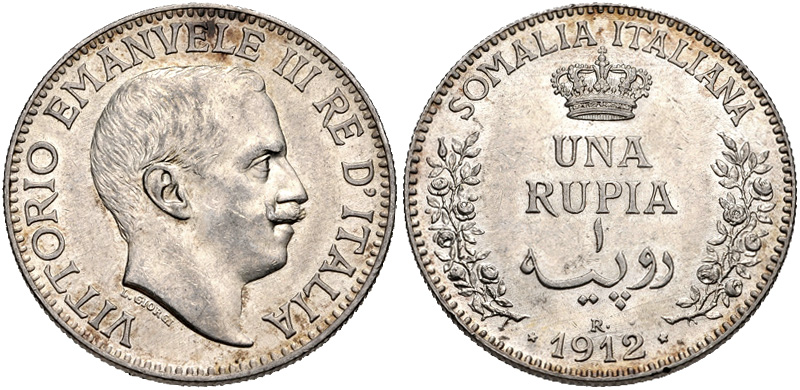
Una rupia somalí de 1912.

La rupia (plural: Rupie, en somalí: روپيا) fue la moneda de curso legal en Somalia italiana desde 1909 hasta 1925. Se subdividía en 64 bese (singular: besa, somalí: بيزا), y al igual que la rupia india se dividía en 64 paisa (antes de la decimalización).

## Historia
La rupia se introdujo entre 1909 y 1910. En primer lugar, se acuñaron monedas de bronce denominadas en 1, 2 y 4 bese, luego las siguieron las monedas de plata denominadas en ¼, ½ y 1 rupia en 1910. La rupia sustituyó a varias monedas, incluyendo el Tálero de María Teresa y la rupia india, a la que era equivalente. La rupia se sustituyó por la lira de Somalia italiana durante un período de transición entre 1 de julio de 1925, y 30 de junio de 1926, a razón de 8 liras = 1 rupia.
Desde el reemplazo de la rupia, varias monedas han circulado en lo que fue Somalia italiana, incluida la lira del África oriental italiana, el chelín del África Oriental británica, el somalo y el chelín somalí.

## Monedas
En 1909, se introdujeron monedas de bronce en denominaciones de 1, 2 y 4 bese. Estas fueron seguidas, en 1910, por las numismas de plata de ¼, ½ y 1 rupia. Las monedas de plata fueron acuñadas con los mismos parámetros que las de la rupia india. Las monedas de plata fueron acuñadas hasta 1921, y las de bronce continuaron siendo acuñadas hasta 1924.
| Valor   | Año  | Metal  |
| ------- | ---- | ------ |
| 1 besa  | 1909 | Bronce |
| 2 bese  | 1909 | Bronce |
| 4 bese  | 1909 | Bronce |
| ¼ rupia | 1910 | Plata  |
| ½ rupia | 1910 | Plata  |
| 1 rupia | 1910 | Plata  |

## Billetes
Los primeros billetes fueron producidos por la empresa comercial italiana V. Filonadi & C., en 1893. Estaban valuados en 5 Rupie. Los billetes oficiales fueron introducidos en 1920 por el Banca d'Italia. Estos eran bonos de tesorería (Cassa di buoni) denominados en 1, 5 y 10 Rupie. Billetes de 10 y 20 Rupie fueron impresos, pero no puestos a circular.